# ماركونيل
ماركونيل (بالفرنسية: Marconnelle)‏ هي بلدية تقع في إقليم باد كاليه من منطقة نور با دو كاليه في شمال فرنسا. تبلغ مساحة هذه المدينة 5.55 (كم²)، وترتفع عن سطح البحر 81 م، يبلغ عدد سكانها 1309 نسمة حسب إحصاء المعهد الوطني للإحصاء والدراسات الاقتصادية سنة 2009 م. وترأس Bernard Guilluy البلدية خلال فترة (2008-2014).